# Каспар Капарони
Каспар Капарони (итал. Kaspar Capparoni) је италијански глумац, рођен 1. августа 1964. године у Риму (Италија).

## Филмографија

### Филм
- -{Phenomena (1984)

|-
| 1985. || ||  ||
|-
| 1999. || ||  ||
|-
| 2002. || ||  ||
|-
| 2005. || ||  ||
|-
| 2007. || ||  ||
|-
| 2007. || ||  ||}-

### Телевизија
- -{Addio e ritorno (1995)

|-
| 2000. || ||  ||
|-
| 2000. || ||  ||
|-
| || || Ricominciare (2000-2001)
|-
| 2001. || ||  ||
|-
| 2001. || ||  ||
|-
| 2003. || ||  ||
|-
| 2005. || ||  ||
|-
| 2005. || ||  ||
|-
| 2006. || ||  ||
|-
| 2007. || ||  ||
|-
| 2008. || ||  ||
|-
| 2008. || ||  ||}-